# BMW 700
El BMW 700 era un pequeño automóvil de motor trasero producido por BMW en varios modelos desde agosto de 1959 a noviembre de 1965. Fue el primer automóvil BMW con una estructura monocasco. El 700 fue un éxito de ventas en un momento en que BMW estaba cerca de la ruina financiera. El 700 también tuvo éxito en su clase en el automovilismo, tanto en su forma de valores y como la base de una carrera especial llamado 700RS.
Más de 188.000 fueron vendidas antes de terminar la producción en noviembre de 1965. Tras la interrupción del 700, BMW dejó el mercado de automóviles de la economía y no regresó hasta el año 2002 con el Mini.

## Concepto, diseño e ingeniería
Wolfgang Denzel, el distribuidor de automóviles BMW en Austria, encargó Giovanni Michelotti para preparar bocetos conceptuales basados en un alargado chasis de BMW 600. En enero de 1958, Denzel se adjudicó un contrato de desarrollo para el 700. Denzel presentó un prototipo para la gestión de BMW en julio de 1958. El concepto, un coupé de 2 puertas con un techo inclinado, en general fue bien recibido, pero se plantearon objeciones sobre el espacio para los pasajeros limitado. BMW decidió para producir dos versiones, coupé, y un sedán de 2 puertas con un más alto y el techo más largo.

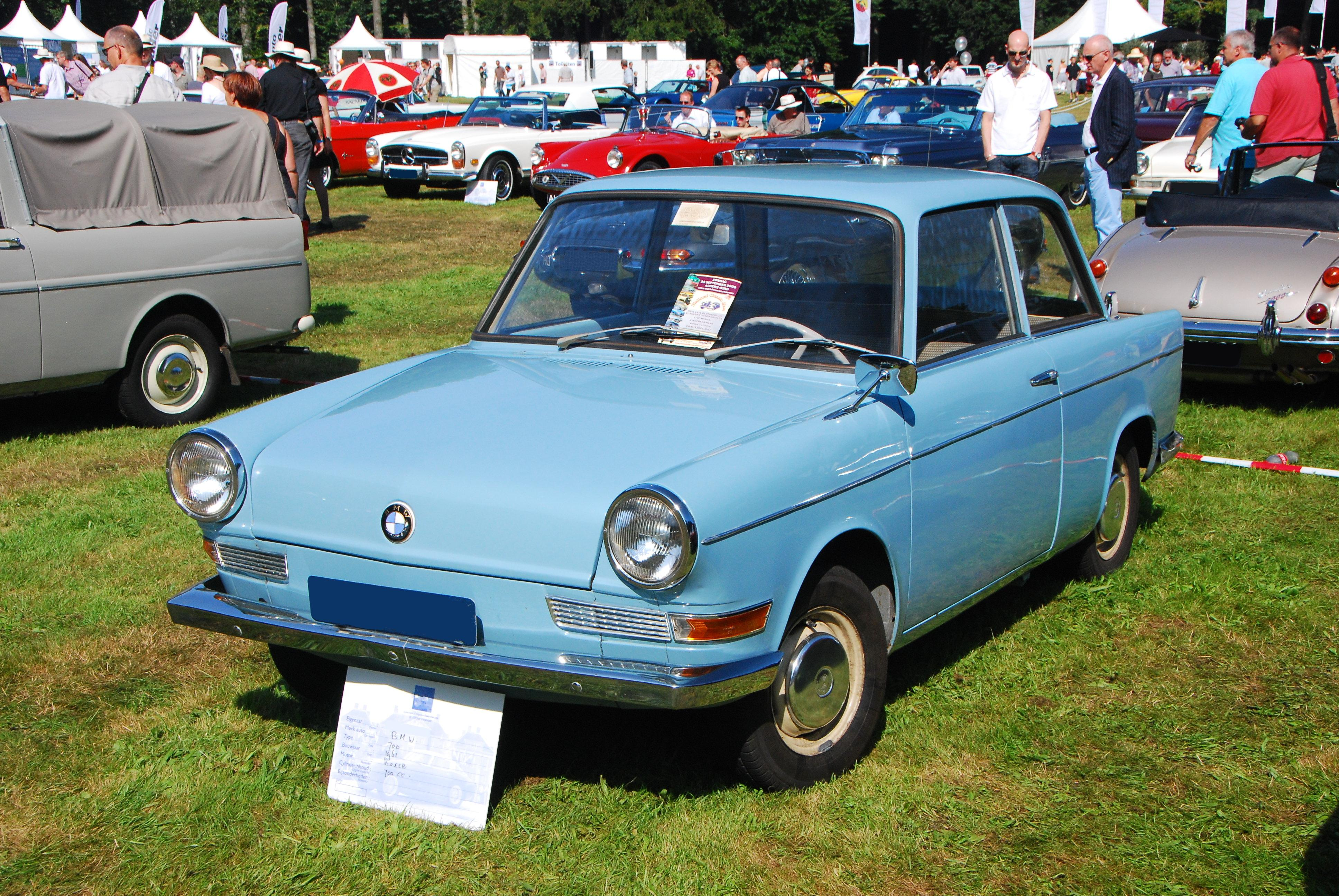
BMW 700 coupé

El ingeniero responsable del chasis y la suspensión fue Willy Black, que había diseñado y desarrollado el 600. La transmisión y la suspensión fueron similares a los del 600, un todo atrás con motor plano bicilíndrico colgado por detrás del eje trasero y una suspensión trasera de brazos semitirados, empleando delante brazos empujados, en realidad una evolución de la suspensión dubonet clásica. El 700 utiliza una estructura monocasco de acero, y fue el primer automóvil BMW para hacerlo.

## Competición

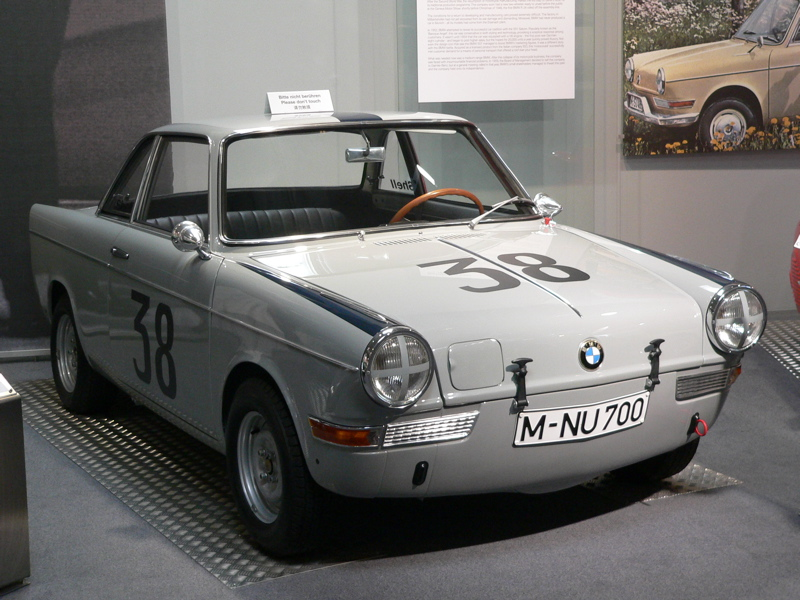
BMW 700 Sport

El BMW 700 Sport, por ejemplo, alcanzó una velocidad máxima de 125 km / h, gracias a una aerodinámica mejorada. Además, ha habido también una versión del Coupé 700 deportivo, llamado CS 700, que estaba equipado con un carburador nuevo y se beneficiaron de un aumento en la relación de compresión. De esta manera, la potencia máxima que pasaba de 30 a 40 CV y el CS 700 fue la base para un coche para utilizar en las competiciones y eventos, ya que ganó el Campeonato Alemán de Turismo de Montaña y la Copa de Europa, gracias a corredores como Hans Stuck y Hubert Hahne. También en lo que respecta a los deportes, desde los 700 con carrocería estándar, se derivan también las versiones como el BMW RS 700.

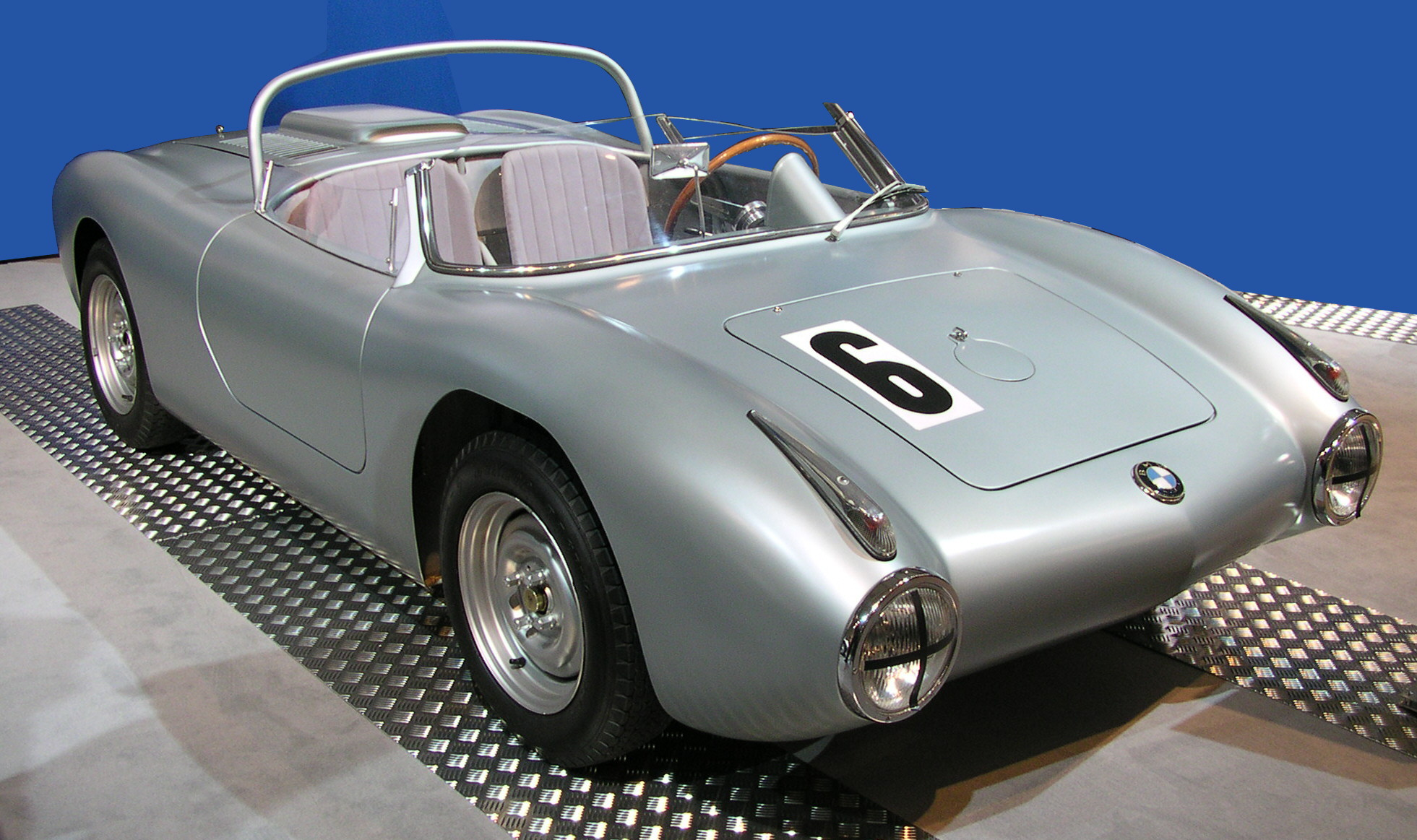
BMW 700 RS

## Producción exterior
Argentina fue el otro país que fabricó este modelo, bajo licencia de BMW; la empresa Metalmecánica SAIC en Buenos Aires con la marca de De Carlo, ensambló la versión "Glamour". Contaba con palanca al piso y butacas reclinables.
Así también, su vida comercial continuó más allá de 1963, bajo la versión SL ya que recibió un restyling en su frente y parte trasera, hasta 1965 donde cesó su producción. Alrededor de 9060 entre ambas versiones se produjeron.